# Florentinerhatt

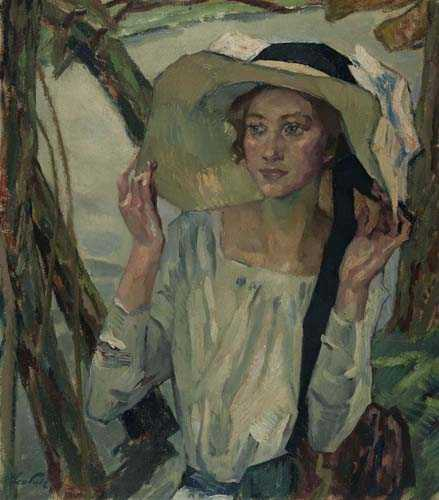
Leo Putz' målning Lady with a Florentine Hat.

Florentinerhatt är en ljus, bredbrättad damhatt av halm. Namnet, som kommer av att hatten ursprungligen tillverkades i Florenstrakten, har använts sedan början på 1800-talet. Florentinerhatten blev en populär sommarhatt från mitten av 1800-talet under krinolinepoken.